# 赶水站
赶水站，位于中华人民共和国重庆市綦江区赶水镇，是川黔铁路上的火车站，建于1959年，由成都铁路局管辖。车站位于重庆贵州边界，有重庆车务段南大门之称。车站目前仅办理往来重庆西和遵义5629/5630次一对列车的客运业务，货运仅办理专用线、专用铁路货运业务。

## 历史
国民政府筹建的綦江铁路猫儿沱至五岔段于1946年6月1日建成通车，并于1947年11月延伸至綦江。同年綦江煤铁开始修建三江至赶水、连接綦江两矿的轻便铁路，但由于财力物力不足，线路仅完成部分路段路基和桥梁设施后便被解放军接收。1950年3月，原綦江铁路在西南工业部的批准下延伸至三江。1951年1月，西南财政经济委员会又计划将该铁路延伸至贵州松坎，并于同年10月建成三江至赶水段:310,311。
1950年代后期，綦江铁路被规划为新建川黔铁路的一部分，为此铁路部分首先对既有綦江铁路进行改造以符合新线的线路标准。新赶水站于1958年建成通车，当时设有2条站线和半条机车折返线。1962年11月，川黔铁路延伸至石门坎。川黔铁路于1965年7月8日修通，同年10月开通运营，本站股道增加至6条。因川黔铁路因南北段运力不同、机车需换挂的因素，铁路部门同年在赶水站北侧修建赶水北站，因此本站有时也被称为南站:311,325。
1970年车站修建松藻煤矿专用铁路，又于1980年车站重建旅客站房:322,325。车站在鼎盛时期每日发送货物列车67列，客运列车24列，旅客发送量逾千人次。2013年松藻电力公司二期扩建工程投用后，专用线运量由原先的每年300余万吨骤减至160余万吨，为此重庆能源集团松藻公司和成都铁路局重新商议了专用线铁路装车作业组织方案。2018年渝贵铁路建成通车后，车站停靠的客运列车仅剩5629/5630次一对。

## 车站结构
赶水站目前使用的站房建于1980年，面积732平方米:325。

### 站场
赶水站设有6条股道。车站设有2条专用线，其中一条通往重钢綦江铁矿，全场25.8公里，建于1958年；另一条通往重庆能源集团松藻打通煤矿，建于1970年，全长35.9公里:322,325，途径原重庆双溪机械厂：国铁每日为松藻公司准备基准为72辆的空车车底，8点前（42辆）、13点前（30辆）从赶水站开车送往专用线铁路，20点前回车站。
| 站房     | 售票、进站、检票  |
| 侧式站台 |                   |
| 1站台    | 川黔铁路 旅客列车 |
| 2道      | 川黔铁路列车      |
| 岛式站台 |                   |
| 3道      | 川黔铁路列车      |
| Ⅳ道      | 川黔铁路通过列车  |
| 5道      | 川黔铁路列车      |
| 6道      | 川黔铁路列车      |

## 車站周邊
- 赶水汽车站
- 中国邮政储蓄银行赶水胜利路邮政储蓄所
- 中国农业银行重庆赶水支行
- 赶水镇人民政府
- 中国邮政储蓄银行赶水支行